# حزب انقلاب برای رفاه (لسوتو)
انقلاب برای رفاه (به سوتویی: Thalaboliba ea Ntlafatso) یک حزب سیاسی لیبرال اجتماعی در کشور لسوتو است که توسط تاجر میلیاردر سام ماتکانه رهبری می‌شود.

## تاریخچه حزب
این حزب توسط سام ماتکانه در تاریخ ۲۲ مارس ۲۰۲۲ تأسیس شد.
بر اساس نتایج اولیه انتخابات سراسری لسوتو (۲۰۲۲)، این حزب موفق به کسب اکثریت نسبی در پارلمان کشور شد. پیش از این، برخی پیش‌بینی کرده بودند که حزب می‌تواند در انتخابات موفقیت‌های بزرگی به‌دست آورد.
پس از اعلام نتایج انتخابات، رهبر حزب RFP، سام ماتکانه اعلام کرد که با اتحادیه دموکرات‌ها و جنبش تغییر اقتصادی ائتلافی تشکیل خواهد داد. این ائتلاف ۶۵ کرسی از ۱۲۰ کرسی مجلس ملی را در اختیار خواهد داشت.